# Linyphantes aeronauticus
Linyphantes aeronauticus är en spindelart som först beskrevs av Alexander Petrunkevitch 1929.  Linyphantes aeronauticus ingår i släktet Linyphantes och familjen täckvävarspindlar. Inga underarter finns listade i Catalogue of Life.